# Apostag
Apostag (hongrois : Apostag [ˈɒpoʃtɒɡ]) est une localité hongroise située dans le comitat de Bács-Kiskun. 

## Nom et attributs

### Toponymie
Le nom d'Apostag proviendrait probablement d'une ancienne église à douze absides, qui existait jusqu'en 1805 et portait une inscription en grec. Les fresques murales de cet édifice représentaient les douze apôtres, ce qui aurait inspiré le nom du village.

## Site et localisation

### Topographie et hydrographie
Apostag est située sur la rive gauche du Danube, à 76 kilomètres au sud de Budapest et à 13 kilomètres au nord du pont Beszédes József de Dunaföldvár.
Elle est entourée par plusieurs localités : Dunavecse au nord, Solt au sud-est, Dunaegyháza au sud, et, de l'autre côté du fleuve, Baracs, Kisapostag et Dunaújváros à l'ouest et au nord-ouest.

## Histoire
Le territoire d'Apostag est habité depuis des millénaires, comme l'attestent les fouilles archéologiques qui ont révélé des vestiges datant de l'âge du fer.
Les découvertes montrent que les premiers habitants de la région, installés il y a environ 6 000 ans, vivaient dans des maisons sur poteaux en bois, avec des murs intérieurs en clayonnage recouverts de torchis pour assurer l'isolation contre le froid. L'analyse des restes alimentaires trouvés sur le site indique qu'en plus de l'élevage d'animaux domestiques, les habitants se nourrissaient de mollusques et de poissons pêchés dans le Danube.
Les fragments de céramique retrouvés dans la zone indiquent une occupation bien antérieure à la conquête hongroise. Durant le Néolithique (ou âge de la pierre polie), les premiers habitants du site appartenaient à la culture de Zselíz. Cette appellation provient d'autres sites archéologiques similaires, les noms exacts et l'identité des populations concernées restant inconnus en l'absence de sources écrites. Les poteries caractéristiques retrouvées sur place, ornées de motifs linéaires gravés, témoignent du savoir-faire des potiers de l'époque.
L'ancienne fortification avare de Várhát, autrefois située aux abords d'Apostag, fut démantelée en 1892 lors de la construction des digues de protection contre les inondations.
La première mention écrite du village date de 1217. Plus tard, le 1er juillet 1283, le roi Ladislas IV publia un diplôme royal depuis Apostag. En 1318, l'église d'Apostag servit de lieu de réunion aux archevêques de Kalocsa et aux évêques provinciaux, qui y définissent leur position à adopter lors de la diète convoquée par Charles Robert sur le Rákosmező.
En 1332, l'église d'Apostag appartenait au doyenné de Szigetfő, et son prêtre payait une dîme papale de 5 florins et 4 deniers.

## Population

### Minorités culturelles et religieuses
En 2001, la population d'Apostag était composée à 99,3 % de Hongrois. Concernant l'appartenance religieuse, 48,9 % des habitants se déclaraient catholiques romains, 27,4 % réformés, 12,4 % évangéliques, 0,9 % appartenaient à une autre confession, 7,8 % se déclaraient sans religion, tandis que 2,6 % n'ont pas précisé leur affiliation religieuse.
Lors du recensement de 2011, la répartition ethnique était la suivante : 87,3 % Hongrois, 0,9 % Roms, 0,3 % Allemands, 0,2 % Roumains (12,7 % n'ont pas répondu ; en raison des identités multiples, le total peut dépasser 100 %). Concernant la répartition religieuse, 33,7 % des habitants se déclaraient catholiques romains, 17,5 % réformés, 6,7 % évangéliques, 0,1 % grecs-catholiques, tandis que 15,5 % se déclaraient sans confession (25,7 % n'ont pas répondu).
En 2022, 90,8 % des habitants se sont déclarés hongrois, 0,5 % Roms, 0,5 % Allemands, tandis que 0,1 % se revendiquaient Slovaques, Arméniens et Roumains. Par ailleurs, 1,6 % appartenaient à une autre nationalité étrangère non précisée (9,2 % n'ont pas répondu).
Concernant la répartition religieuse, 22 % des habitants se déclaraient catholiques romains, 14,8 % réformés, 5,6 % évangéliques, 0,8 % grecs-catholiques, 2 % autres chrétiens, 1,2 % autres catholiques, tandis que 14,7 % se déclaraient sans confession (38,8 % n'ont pas répondu).

## Équipements

### Vie culturelle
Sur le plan culturel, Apostag organise une exposition annuelle de photographies et de diapositives mettant en avant les œuvres de personnes en situation de handicap.
Les journées commémoratives Lajos Nagy rendent hommage à cette figure historique et culturelle, avec des conférences et des événements dédiés.
Depuis 15 ans, le village est également l'hôte de l'Országos Keresztény Könnyűzenei Fesztivál, un festival national de musique chrétienne contemporaine, mieux connu sous le nom de LADIK Fesztivál. Cet événement rassemble des artistes et des groupes de musique engagés dans le christianisme et attire un large public.

### Réseaux extra-urbains
Apostag est traversée par la route principale 51, qui relie Budapest à Baja et constitue son principal axe d'accès depuis les autres régions du pays. Toutefois, la route contourne désormais les zones habitées, comme à Dunavecse. Le tracé ancien de la route 51 est aujourd'hui repris par la route principale 513, tandis que la route secondaire 51 143 traverse le centre du village. Apostag est également reliée à Dunaegyháza par la route 5105.
La commune était autrefois desservie par la ligne ferroviaire Kunszentmiklós-Tass – Dunapataj, mais depuis le 4 mars 2007, le trafic passagers y est suspendu. La gare d'Apostag, située à l'extrémité est de la zone urbaine, se trouve directement le long de la route 513.

## Organisation administrative
La commune d'Apostag comprend plusieurs zones rurales (külterületek), qui comptaient une population totale de 14 habitants en 2001. Ces hameaux et secteurs périphériques sont :
- Dunapart, situé en bordure du Danube, probablement utilisé pour des activités liées à la pêche et aux loisirs fluviaux.
- Érdődűlő, une zone agricole ou résidentielle dispersée.
- Hegyekköze, dont le nom suggère une localisation entre des collines ou des hauteurs.
- Kovacsosdűlő, qui pourrait faire référence à une ancienne zone d'artisans (kovács signifiant forgeron).
- Nagykút, qui signifie « Grand Puits », possiblement en lien avec une source d'eau ou un ancien puits communal.

## Patrimoine local
Apostag possède plusieurs édifices religieux et culturels d'importance, témoins de son riche passé architectural et spirituel.
L'église catholique de l'Ascension de Notre-Seigneur (Urunk Mennybemenetele római katolikus templom) fut construite dans les années 1770 dans un style baroque.
La synagogue, également de style baroque, date de 1768 et témoigne de l'ancienne présence d'une communauté juive dans la localité.
L'église évangélique, érigée en 1715, adopte elle aussi le style baroque, s'inscrivant dans le paysage architectural religieux du village.
Apostag possède également une église réformée, qui complète ce patrimoine religieux diversifié.
Un espace culturel dédié à la mémoire de l'écrivain Lajos Nagy abrite une exposition commémorative, retraçant la vie et l'œuvre de cette figure littéraire majeure originaire du village.

## Vie sportive
Le village est le théâtre d'un championnat international d'enduro, attirant des pilotes de motocross du monde entier.

## Personnalités liées à la localité
Apostag a vu naître plusieurs figures marquantes dans les domaines de la littérature, des arts et des sciences.
L'écrivain Lajos Nagy, récipiendaire du prix Kossuth, est l'un des plus illustres natifs du village. Né le 5 février 1883 dans la ferme de Tabántelek, située près d'Apostag, il vécut ici jusqu'à ses six ans, élevé par ses parents, ouvriers agricoles. Il évoque son enfance dans son ouvrage A lázadó ember (L'Homme révolté).
Le poète János Vida est également originaire d'Apostag.
L'académicien Szilveszter E. Vizi, ancien président de l'Académie hongroise des sciences (MTA), possède des racines familiales à Apostag.
En 1921, est né à Apostag Jóska Soós, figure connue en Belgique sous le nom de chaman hongrois, pour son engagement dans les traditions spirituelles et chamaniques.
L'illustrateur de bande dessinée Imre Sebők, célèbre pour ses œuvres graphiques, est né ici en 1906.
Enfin, la cantatrice Gizella Schlesinger (Szende) (1866–192?) est une autre personnalité notable ayant vu le jour à Apostag, laissant une empreinte dans le monde de l'opéra.